# Ода Нобутака
Ода (Камбе) Нобутака (яп. 織田 信孝; 1558 — 19/21 червня 1583) — самурай і член клану Ода. Прийнятий в якості глави клану Канбе, який правив середнім регіоном провінції Ісе, і тому його також називали Канбе Нобутака (神戸信孝).

## Біографія
Третій син великого японського полководця Оди Нобунаги (1534-1582). Його матір'ю була наложниця на ім'я Сакасі (坂氏). Ода Нобунага змусив клан Камбе, який керував середньою частиною провінції Ісе, усиновити свого сина Нобутаку. Він прийняв нове ім'я — Камбе Нобутака (神戸信孝).
У 1568 році після завоювання провінції Ісе Одою Нобунагою Нобутака став главою клану Камбе і правителем замку Камбе біля сучасного міста Судзукі. Його старший брат Ода Нобукацу був усиновлений кланом Кітабатаке, який правив на більшій частині провінції Ісе.
У 1582 році Ода Нобутака був призначений батьком командувачем армії в підготовлюваної експедиції на острів Сікоку. Йому повинні були допомагати Нива Нагахіде і Цуда Нобусумі, а також старший брат Ода Нобуюкі. У червні того ж року Ода Нобунага був убитий в Кіото своїм повсталим воєначальником Акеті Муцухіде. Ода Нобутака рушив з Сакаї на Осаку, де умертвив Цуду Нобусімі (племінника оди Нобунагі), який був одружений з дочкою Міцухіде. Потім Ода Нобутака прибув до провінції Сетцу, де приєднався до воєначальника Тойотомі Хідейосі, брав участь на його боці в битві при Ямадзакі.
На нараді в Кієсу Тойотомі Хідейосі, який отримав підтримку більшості генералів Оди Нобунагі, призначив главою роду Ода малолітнього Хеденобу (Самбосі). Ода Нобутака отримав у володіння провінцію Міно, в якій раніше правив його старший брат Ода Нобутада. Потім він вступив в союз з воєначальниками Сібатою Кацуіє і Такігава Кадзумасу і почав війну проти Тойотомі Хідейосі. У 1583 році Сібата Кацуіє був розгромлений Тойотомі Хідейосі в битві при Сідзугатаке, був блокований у своєму замку і змушений здійснити сепуку. Ода Нобукацу, союзник Тойотомі, обложив свого брата Оду Нобукату в замку Гіфу. Ода Нобутака змушений був капітулювати і здати фортецю. У червні 1583 року під тиском Тойотомі Хідейосі і Оди Нобукацу він здійснив ритуальне самогубство (сепуку).

## Сім'я
- Батько: Ода Нобунага (1536-1582)
- Брати:
  - Ода Нобутада (1557-1582)
  - Ода Нобукацу (1558-1630)
  - Хасіба Хідекацу (1567-1585)
  - Ода Кацунага (1568-1582)
  - Ода Нобухіде (1571-1597)
  - Ода Нобутака (1576-1602)
  - Ода Нобуєсі (1573-1615)
  - Ода Нобусада (1574-1624)
  - Ода Нобуєсі (помер у 1609 році)
  - Ода Наґацугу (помер у 1600 році)
  - Ода Нобумаса (1554-1647)
- Сестри:
  - Токухіме (1559-1636)
  - Фуюхіме (1561-1641)
  - Ейхіме (1574-1623)
  - Хоонін
  - Санномарудоно (помер у 1603 році)